# 金輪寺 (茶器)
茶道における金輪寺（きんりんじ、こんりんじ）は、茶会で使う茶入れの一種。吉野の金輪寺で後醍醐天皇が僧侶に茶を供したときの逸話に由来する名称。本来の材料は蔦で円筒形に作る。その後、松、栃、桑、縞柿、欅、桐などの材料で多くの金輪寺が作られている。元は濃茶に用いた。その後濃茶、薄茶ともに用いられる。現代ではふつう薄茶用とされる。大雲院所蔵の金輪寺は、後醍醐天皇御製とも模作とも言われるが、いずれにしても「第一級の作品」「我国木工芸の最たるもの」「おおらかで力強い」と評される。千利休は金輪寺を好み、初代堺春慶（さかいしゅんけい）に命じて金輪寺を作らせた。